# Neelides minutus
Neelides minutus is een springstaartensoort uit de familie van de Neelidae. De wetenschappelijke naam van de soort is voor het eerst geldig gepubliceerd in 1901 door Folsom.